# Anna Karpowicz-Westner
Anna Karpowicz-Westner (ur. 13 czerwca 1951) – polska malarka mieszkająca i tworząca w Krakowie. W latach 1973 – 1978 studiowała na Wydziale Malarstwa Akademii Sztuk Pięknych w Krakowie. Dyplom z wyróżnieniem zrealizowała w pracowni prof. Jana Szancenbacha w 1978 r. Jej pierwszym mężem był Sławomir Karpowicz, (1952 – 2001 r.), malarz, pedagog, profesor Akademii Sztuk Pięknych w Krakowie.
Jej prace były eksponowane m.in. w: Galerii Zachęta w Warszawie, Grand Palais w Paryżu, Kunsthalle w Norymberdze, Towo Art Center w Tokyo, Museum Haus Ludwig w Saarlouis, The Polish Museum of America w Chicago i Inter Art Galerie Reich w Kolonii. Zrealizowała 35 wystaw indywidualnych w Krakowie, Warszawie Wrocławiu, Frankfurcie nad Menem, Luksemburgu, Bonn, Darmstadt i Kolonii. Jest laureatką prestiżowej nagrody Fundacji Odilon-Lesur-Adrian w Paryżu, "Le Salon 1979 Racines" w Grand Palais, jej malarstwo wyróżniono także nagrodą Fundacji Le Groupement des Industrieles de la Region Gennevilliers w Asniere-Sur-Seine (Centre Robert Lavergne,1980) podczas V Biennale Des Beaux Arts. Prace Anny Karpowicz – Westner znajdują się m.in. w kolekcjach: Muzeum Narodowego w Krakowie, Deutsches – Polen Institut w Darmstadt, The Polish Museum of America w Chicago, a także w zbiorach prywatnych kolekcjonerów w kraju i na świecie.

## Wystawy indywidualne
- 1984 - Galeria Akademii Sztuk Pięknych, Kraków
- 1985 – Galeria Floriańska 37, Kraków
- 1986 – Galeria WSP, Zielona Góra
- 1988 – Galerie im Kulturcafe, Darmstadt
- 1989 – Foyergalerie Staadstheater, Darmstadt
- 1990 – Galerie im Buchladen Ypsilon, Frankfurt/Main
- 1991 – Land in Sicht Galerie Buchladen, Frankfurt/Main
- 1991 – Kellergalerie im Schloss, Darmstadt
- 1992 – Galeria Piano Nobile, Kraków
- 1993 – Museum Haus Ludwig, Saarlouis /A.Karpowicz&S.Karpowicz/
- 1993 – Galerie im Buchladen Ypsilon, Frankfurt/Main
- 1994 – Galerie Kappler, Darmstadt
- 1995 – Galeria Piano Nobile, Kraków
- 1995 – Landesvertretung Brandenburg, Bonn
- 1995 – Galerie im Buchladen Ypsilon, Frankfurt/Main
- 1996 – Galeria Sztuki Katarzyny Napiórkowskiej,[5] Warszawa
- 1997 – Galeria Dominika Rostworowskiego, Kraków
- 1997 – Galerie im Buchladen Ypsilon, Frankfurt/Main
- 1998 – Kunstwerker Susanne Carl, Saarlouis
- 1998 – Galeria Dominika Rostworowskiego, Kraków
- 1998 – Galerie im Buchladen Ypsilon, Frankfurt/Main
- 1999 – Galeria Sztuki Katarzyny Napiórkowskiej, Warszawa
- 2002 – Galeria Dominika Rostworowskiego, Kraków
- 2003 – Galeria Sztuki Katarzyny Napiórkowskiej, Warszawa
- 2003 – Galerie im Buchladen Ypsilon, Frankfurt/Main
- 2004 – Galeria Sztuki Współczesnej Kersten[6], Kraków
- 2005 – Kunstwerker Susanne Carl, Saarlouis
- 2006 – Galeria Sztuki Katarzyny Napiórkowskiej, Warszawa
- 2007 – Galeria Raven, Kraków
- 2010 – Artium Art Gallery, Luksemburg
- 2011 – Galeria 2 Światy, Kraków
- 2011 – Inter Art Galerie Reich, Kolonia
- 2012 – Galerie im Buchladen Ypsilon, Frankfurt/Main
- 2015 – Galeria Raven, Kraków – „Podążając za światłem”
- 2017 – Galeria Platon, Wrocław – „Zmienność obłoków”

## Ważniejsze wystawy zbiorowe
- 1979 – „Dyplom 1978”, Zachęta Narodowa Galeria Sztuki, Warszawa
- 1979 – „Le Salon 1979 Racines”, Grand Palais – Paryż
- 1979 – „Absolwenci II”, * Galeria BWA, Kraków
- 1980 – „V. Biennale des Beaux Arts”, Centre Robert Lavergne, Asniere-sur-Seine
- 1981 – „Absolwenci – nie w BWA”, Galeria Pryzmat, Kraków
- 1982 – „Il Convergence Jeune Expression”, Grand Palais, Paryż
- 1982 – „Die Kunst in Krakau”, Kunsthalle, Norymberga
- 1985 – „Pokonkursowa wystawa im. J. Spychalskiego”, Galeria BWA, Poznań, Olsztyn
- 1987 – „Ateliereinblicke”, Kunsthalle, Norymberga
- 1988 – „Szancenbach i uczniowie”, Galeria BWA, Kraków, Toruń, Sopot, Wrocław
- 1989 – „The nude in Painting”, Euro-Galleri, Göteborg
- 1989 – „Contemporary Painting in Eastern Europe”, Towo Art Center, Tokyo
- 1992 – „Szancenbach i uczniowie”, Zachęta Narodowa Galeria Sztuki, Warszawa
- 1992 – „Jubileuszowy Salon Malarstwa”, Galeria BWA, Kraków
- 1993 – „Peinters et Graveurs de Cracovie”, Maison de la Culture, Bourgers
- 1994 – „Galicyjskie sentymenty”, * ZPAP, Galeria Sukiennice, Kraków
- 1994 – „Three Artists from Cracow”, * The Polish Museum of America, Chicago
- 1997 – „Begegnungen an der Grenze”, Europaischer Kulturpark, Bliesbruck-Reinheim
- 2009 – „Polnischer Herbst”, Inter Art Galerie Reich, Kolonia
- 2010 – „Winterausstellung”, Inter Art Galerie Reich, Kolonia
- 2011 – „100 lat ZPAP Kraków”, * Pałac Sztuki, Kraków
- 2012 – „Podróżowanie”, Galeria Panorama, Tomaszowice
- 2014 – „4 x Karpowicz”, Galeria Raven, Kraków
- 2015 – „8 Kobiet”, Galeria Konduktorownia, Częstochowa
- 2015 – „Muzyczność Sztuki”, Galeria Panorama, Tomaszowice

## Wyróżnienia
- 1979 – „Absolwenci II”, Galeria BWA, Kraków – Nagroda za zestaw prac malarskich
- 1979 – Le Salon’79 „Racines”, Grand Palais, Paryż – Nagroda za obraz Fundacji Odilon-Lesur-Adrian, oraz Wyróżnienie Honorowe
- 1980 – V Biennale Des Beaux Arts, Centre Robert Lavergne, Asniere-Sur-Seine, Francja – Nagroda za obraz Fundacji Le Groupement des Industrieles de la Region Gennevilliers